# 직하학궁
직하학궁(稷下學宮, Jixia Academy)은 고대 중국 전국시대에 제나라의 수도 임치에 소재했던 학문기관이다. 임치성 서문인 “직문” 밖에 위치해서 직하학궁이라고 했다. 여기서 “직”이란 농업의 신 후직을 가리킴이다.

## 설립
『사기』에 따르면, 전제 선왕이 기원전 318년경 설립했다고 한다. 그러나 건안칠자 서간은 선왕의 조부 전제 환공이 학궁을 세웠다고 말했으며, 사마천의 서술 역시 선왕이 학궁을 처음 세웠다기보다 복구했다는 쪽에 가깝다. 직하학궁의 역사적 성격은 “국가가 학문을 국가적 기능으로 생각하는 명백한 신념으로 학문을 후원한 최초의 사례”로 요약된다. 그러나 일각에서는 직하학궁의 설립은 강제를 몰아낸 찬탈로 성립되어 원래부터 취약한 전제 정권의 정통성이 환공의 친족숙청극으로 더욱 훼손되자 이 정통성을 강화하기 위해 수행한 정책이었을 뿐이라고 주장하기도 한다.

## 중요성
당시 열국의 가장 저명한 학자들이 멀리서부터 학궁에 찾아와 합류했다. 대표적으로 도가의 전변・신도・팽몽・장주, 음양가의 추연, 묵가의 송견, 유가의 맹자・순자・순우곤 등이 있다. 『맹자』에서 맹자가 제 선왕과 대담하는 대화편들이 이 직하학궁 시절의 장면을 묘사한 것이다. 또한 직하학궁은 황로사상의 중심지이기도 했고, 『관자』와 『내업』 같은 텍스트들이 여기서 집성되었다. 일각에서는 『도덕경』도 여기서 성립된 것이라고 본다.
직하학궁의 학사들은 거처와 급료를 제공받았을 뿐 아니라, 사회적 위신에 있어서도 명예로운 직위로 대접받았다. 총장격인 좨주(祭酒)와 선생(先生)급 학사들은 사(士)가 아닌 상대부(上大夫)의 격으로 대우받아 부역을 면제받았다. 『염철론』 제11장을 보면, “제 선왕은 학자들과 그들의 가르침을 높이 평가했다. 맹자와 순우곤 같은 이들은 고위직이 수여되어도 무시하고 유세(강의)하기만 즐겼다. 이러한 학자들이 직하학궁에 천여 명이나 모여 토론했다. 그 때는 공손홍과 같은 사람이 도처에 널려 있었다”고 한다.

## 종말
직하학궁은 제 민왕의 치세까지 번영하다가, 기원전 284년 연나라가 임치를 함락시키고 약탈할 때 망해 버렸다. 하지만 사마천은 직하학궁이 전국사군자의 식객단 같은 비슷한 제도들의 전범이 되었다고 평가했다. 진나라의 여불위 역시 비슷하게 학자들을 후원해서 『여씨춘추』를 편찬했다.
2022년 2월 산동성 치박시에서 직하학궁 유적이 발굴되었다. 유적은 동서로 210 미터, 남북으로 190 미터의 사다리꼴 형태였으며, 면적은 약 4만 평방미터에 달했다.